# TETRA (radiofoni)
 For alternative betydninger, se TETRA. (Se også artikler, som begynder med TETRA)
TETRA (Terrestrial Trunked Radio) er en international standard for digital radiokommunikation. Teknologien er udviklet med udgangspunkt i beredskab og politi, men benyttes i dag af mange andre professionelle brugere af radiokommunikation.

## Sammenligning med andre standarder
TETRA kan på en række områder sammenlignes med GSM-standarden for mobiltelefoni – begge er internationale standarder, og begge giver adgang til, at man kan kommunikere på tværs af udstyr fra forskellige leverandører. For netop som det er tilfældet med GSM, så er TETRA en standard, som en lang række leverandører har valgt at producere radioudstyr efter.
Teknologien bag Tetra er udviklet i regi af ETSI (European Telecommunications Standardizations Institute), der også står bag GSM, UMTS, GPRS, DMR og andre kendte, internationale standarder.

## Baggrund
For snart 20 år siden identificerede man i Danmark og Europa et stort behov for, at beredskabstjenester og politi kunne tale sammen på tværs af enhederne – og på tværs af landegrænser. Desuden så man et stigende behov for at kunne sende data over nettet, så man kunne samle al kommunikation i en og samme infrastruktur. Dette blev startskuddet til TETRA og opsummerer i øvrigt nogle af de mange fordele, som ligger i denne internationale standard. I dag er resultatet, at alle beredskabsenheder, som benytter TETRA, kan tale med hinanden uanset om det er mellem ambulance og politi, mellem brandvæsen og politi eller noget helt tredje.
Al mægling og flow af informationer på tværs af hele TETRA netværket, som faciliterer hele TETRA-standarden, ligger i dag hos Motorola her i Danmark og har gjort det siden 2000.

## Fordele og ulemper
Det unikke ved TETRA er i øvrigt kombinationen af data og tale: Opkald kan klares med en tekstbesked, og centralen kan altid følge indsatsfolkenes position via GPS. Desuden muliggør TETRA-standarden, som med stor succes er implementeret i de andre nordiske lande og flere steder i Europa, at både politi, toldvæsen og beredskab kan følge op på opgaver på tværs af landegrænserne, samtidig med at de opretholder radiokontakt med hjemlandet og samtidig kan kommunikere med værtslandets indsatsstyrker uanset hvilken leverandør, som har produceret radioudstyret.
Der hersker en vis usikkerhed om de evt. sundhedsskadelige påvirkninger fra de elektromagnetiske stålinger genereret af TETRA-udstyret. Senest har det engelske politi iværksat en undersøgelse af de evt. sundhedsskadelige påvirkninger.

### Udbredelse
Blandt andet disse fordele har, sammen med standardens fleksibilitet og mulighed for data og tale, gjort TETRA til den foretrukne kommunikationsstandard i andre brancher og industrier, hvor den har fornyet og effektiviseret kommunikationen. Det omfatter bl.a.: Forsyning, transport, fragt, havne, lufthavne, vagt- og sikkerhed, hjemmepleje, indkøbcentre m.fl.

#### Danmark
TETRA har været styret og faciliteret her fra Danmark for alle der benytter TETRA-standarden. Udviklingen fortsætter og arbejdet med standardiseringen ligedan. Dette var og er fortsat en lige så stor revolution for den professionel radiokommunikation, som GSM i sin tid betød for mobiltelefoni. Alle danske beredskaber vil i fremtiden bruge TETRA, da det er teknologien bag Danmarks nye sikkerhedsnet SINE. Movia anvender TETRA i busserne i Hovedstadsområdet til såvel tale som data.

## Forudsætninger
Men når man ønsker at benytte TETRA med f.eks. de ovennævnte muligheder for effektiv kommunikation og funktionalitet, så forudsætter det en infrastruktur, som støtter denne målsætning.
Radiodækning er eksempelvis afgørende for kommunikationen, som vi kender det fra blandt andet mobiltelefoni. Man kan vælge at benytte det landsdækkende TETRA-net, eller man kan bygge sit eget netværk med skyldig hensyntagen til det dækningsbehov, som anvendelsen af systemet giver.
TETRA giver som standard også mulighed for, at der skabes løsninger med brugerspecifik funktionalitet. Her er det vigtigt, at man er meget nøje med både udviklingsarbejdet og test både inden og i forbindelse med implementeringen. Kort sagt, så gælder det for TETRA som ved indføring af enhver anden teknologi, at det fulde udbytte forudsætter en kompetent implementering med stadig fokus på både detaljer og helhed.

## Busser med TETRA kan forstyrre kabel-tv
Der har været eksempler i København, hvor forbipasserende bussers TETRA-radio har forstyrret kabel-tv hvor kabelinstallationen ikke er HF-tæt – f.eks. hvis antennekabler ikke dobbeltskærmede eller tv-stik ikke er HF-tætte. Busserne TETRA sender og modtager på er 380-385 MHz og 390-395 MHz, hvilket overlapper med kanalerne S30, S31 og S32 i kabel-tv.